# Membri ai Academiei Române - Q
Aceasta este o listă a tuturor membrilor Academiei Române ale căror nume încep cu litera Q, începând cu anul înființării Academiei Române (1866) până în prezent.
- Nicolae Ch. Quintescu (1841 - 1913), critic literar, filolog, traducător, membru titular (1877)